# Campionato europeo maschile di pallacanestro Under-18 2009
Il 26º Campionato europeo di pallacanestro maschile Under-18 (noto anche come FIBA Europe Under-18 Championship 2009) si è svolto in Francia, nelle città di Metz e Hagondange, dal 23 luglio al 2 agosto 2009.

## Squadre partecipanti
- Rep. Ceca
- Croazia
- Francia
- Germania
- Grecia
- Italia
- Lettonia
- Lituania

- Bulgaria
- Russia
- Serbia
- Slovenia
- Israele
- Spagna
- Turchia
- Ucraina

## Primo turno
Le squadre sono divise in 4 gruppi da 4 squadre ciascuno, con gironi all'italiana. Le prime tre si qualificano per la fase successiva ad eliminazione diretta, mentre le ultime giocano per il 13-16 posto.

### Gruppo A
| Team         | Pt | V - P | PF - PS   | Dp  |
| ------------ | -- | ----- | --------- | --- |
| 1. Serbia    | 5  | 2 - 1 | 207 - 174 | +33 |
| 2. Francia   | 5  | 2 - 1 | 227 - 213 | +24 |
| 3. Slovenia  | 5  | 2 - 1 | 207 - 221 | -14 |
| 4. Rep. Ceca | 3  | 0 - 3 | 194 - 227 | -33 |

### Gruppo B
| Team        | Pt | V - P | PF - PS   | Dp  |
| ----------- | -- | ----- | --------- | --- |
| 1. Croazia  | 6  | 3 - 0 | 228 - 198 | +30 |
| 2. Spagna   | 5  | 2 - 1 | 258 - 212 | +46 |
| 3. Germania | 4  | 1 - 2 | 207 - 233 | -26 |
| 4. Ucraina  | 3  | 0 - 3 | 220 - 270 | -50 |

### Gruppo C
| Team        | Pt | V - P | PF - PS   | Dp  |
| ----------- | -- | ----- | --------- | --- |
| 1. Turchia  | 6  | 3 - 0 | 237 - 182 | +55 |
| 2. Lettonia | 4  | 1 - 2 | 181 - 203 | -22 |
| 3. Bulgaria | 4  | 1 - 2 | 170 - 192 | -22 |
| 4. Grecia   | 4  | 1 - 2 | 200 - 211 | -11 |

### Gruppo D
| Team        | Pt | V - P | PF - PS   | Dp  |
| ----------- | -- | ----- | --------- | --- |
| 1. Lituania | 6  | 3 - 0 | 254 - 207 | +47 |
| 2. Italia   | 4  | 1 - 2 | 205 - 198 | +7  |
| 3. Russia   | 4  | 1 - 2 | 186 - 193 | -7  |
| 4. Israele  | 4  | 1 - 2 | 173 - 220 | -47 |

### Turno di classificazione

#### Gruppo G
Le ultime due squadre del girone retrocedono in Division B.
| Team         | Pt | V - P | PF - PS   | Dp  |
| ------------ | -- | ----- | --------- | --- |
| 1. Grecia    | 6  | 3 - 0 | 218 - 155 | +63 |
| 2. Ucraina   | 5  | 2 - 1 | 198 - 212 | -14 |
| 3. Israele   | 4  | 1 - 2 | 201 - 214 | -13 |
| 4. Rep. Ceca | 3  | 0 - 3 | 186 - 222 | -36 |

### Seconda fase

#### Gruppo E
| Team        | Pt | V - P | PF - PS   | Dp  |
| ----------- | -- | ----- | --------- | --- |
| 1. Spagna   | 9  | 4 - 1 | 375 - 334 | +41 |
| 2. Francia  | 8  | 3 - 2 | 356 - 341 | +15 |
| 3. Serbia   | 8  | 3 - 2 | 358 - 321 | +37 |
| 4. Croazia  | 8  | 3 - 2 | 376 - 357 | +19 |
| 5. Germania | 6  | 1 - 4 | 310 - 387 | -77 |
| 6. Slovenia | 6  | 1 - 4 | 355 - 390 | -35 |

#### Gruppo F
| Team        | Pt | V - P | PF - PS   | Dp   |
| ----------- | -- | ----- | --------- | ---- |
| 1. Lituania | 10 | 5 - 0 | 432 - 335 | +97  |
| 2. Italia   | 8  | 3 - 2 | 351 - 316 | +35  |
| 3. Russia   | 8  | 3 - 2 | 361 - 317 | +44  |
| 4. Turchia  | 8  | 3 - 2 | 373 - 338 | +35  |
| 5. Lettonia | 6  | 1 - 4 | 289 - 359 | -70  |
| 6. Bulgaria | 5  | 0 - 5 | 258 - 399 | -141 |

## Fase a eliminazione diretta

### Tabellone principale
|  | Quarti di finale | Quarti di finale |          |          | Semifinali                | Semifinali                |  |  | Finale | Finale |
|  |                  |                  |          |          |                           |                           |  |  |        |        |
|  |                  |                  |          |          |                           |                           |  |  |        |        |
|  |                  |                  |          |          |                           |                           |  |  |        |        |
|  | Turchia          | 76               |          |          |                           |                           |  |  |        |        |
|  | Turchia          | 76               |          |          |                           |                           |  |  |        |        |
|  | Spagna           | 62               |          |          |                           |                           |  |  |        |        |
|  | Spagna           | 62               | Turchia  | 61       |                           |                           |  |  |        |        |
|  |                  |                  | Turchia  | 61       |                           |                           |  |  |        |        |
|  |                  | Serbia           | 66       |          |                           |                           |  |  |        |        |
|  | Serbia           | Serbia           | 66       | 82       |                           |                           |  |  |        |        |
|  | Serbia           |                  |          | 82       |                           |                           |  |  |        |        |
|  | Italia           | 74               |          |          |                           |                           |  |  |        |        |
|  | Italia           | 74               | Serbia   | 78       |                           |                           |  |  |        |        |
|  |                  |                  | Serbia   | 78       |                           |                           |  |  |        |        |
|  |                  | Francia          | 72       |          |                           |                           |  |  |        |        |
|  | Lituania         | Francia          | 72       | 74       |                           |                           |  |  |        |        |
|  | Lituania         |                  |          | 74       |                           |                           |  |  |        |        |
|  | Croazia          | 55               |          |          |                           |                           |  |  |        |        |
|  | Croazia          | 55               | Lituania | 63       | Finale per il terzo posto | Finale per il terzo posto |  |  |        |        |
|  |                  |                  | Lituania | 63       | Finale per il terzo posto | Finale per il terzo posto |  |  |        |        |
|  |                  | Francia          | 68       |          |                           |                           |  |  |        |        |
|  | Francia          | Francia          | 68       | 74       | Turchia                   | 95                        |  |  |        |        |
|  | Francia          |                  |          | 74       | Turchia                   | 95                        |  |  |        |        |
|  | Russia           | 61               |          | Lituania | 74                        |                           |  |  |        |        |
|  | Russia           | 61               |          |          | 74                        |                           |  |  |        |        |
|  |                  |                  |          |          |                           |                           |  |  |        |        |
|  |                  |                  |          |          |                           |                           |  |  |        |        |

### Tabellone 5º-8º posto
|  | Semifinali 5º/8º posto | Semifinali 5º/8º posto | Semifinali 5º/8º posto |        |        | Finale 5º/6º posto | Finale 5º/6º posto | Finale 5º/6º posto |  |
|  |                        |                        |                        |        |        |                    |                    |                    |  |
|  | Spagna                 | Spagna                 | 84                     |        |        |                    |                    |                    |  |
|  | Spagna                 | Spagna                 | 84                     |        |        |                    |                    |                    |  |
|  | Italia                 | Italia                 | 72                     |        |        |                    |                    |                    |  |
|  | Italia                 | Italia                 | 72                     |        | Spagna | Spagna             | 92                 |                    |  |
|  |                        |                        |                        |        | Spagna | Spagna             | 92                 |                    |  |
|  |                        |                        | Russia                 | Russia | 83     |                    |                    |                    |  |
|  | Croazia                | Croazia                | Russia                 | Russia | 83     | 74                 |                    |                    |  |
|  | Croazia                | Croazia                |                        |        |        | 74                 |                    |                    |  |
|  | Russia                 | Russia                 | 76                     |        |        | Finale 7º/8º posto | Finale 7º/8º posto | Finale 7º/8º posto |  |
|  | Russia                 | Russia                 | 76                     |        |        |                    |                    |                    |  |
|  |                        |                        |                        |        |        |                    |                    |                    |  |
|  |                        |                        |                        |        |        | Italia             | Italia             | 99                 |  |
|  |                        |                        |                        |        |        | Italia             | Italia             | 99                 |  |
|  |                        |                        |                        |        |        | Croazia            | Croazia            | 88                 |  |

### Tabellone 9º-12º posto
|  | Semifinali 9º/12º posto | Semifinali 9º/12º posto | Semifinali 9º/12º posto |          |          | Finale 9º/10º posto  | Finale 9º/10º posto  | Finale 9º/10º posto  |  |
|  |                         |                         |                         |          |          |                      |                      |                      |  |
|  | Germania                | Germania                | 47                      |          |          |                      |                      |                      |  |
|  | Germania                | Germania                | 47                      |          |          |                      |                      |                      |  |
|  | Bulgaria                | Bulgaria                | 55                      |          |          |                      |                      |                      |  |
|  | Bulgaria                | Bulgaria                | 55                      |          | Bulgaria | Bulgaria             | 55                   |                      |  |
|  |                         |                         |                         |          | Bulgaria | Bulgaria             | 55                   |                      |  |
|  |                         |                         | Lettonia                | Lettonia | 65       |                      |                      |                      |  |
|  | Lettonia                | Lettonia                | Lettonia                | Lettonia | 65       | 93                   |                      |                      |  |
|  | Lettonia                | Lettonia                |                         |          |          | 93                   |                      |                      |  |
|  | Slovenia                | Slovenia                | 71                      |          |          | Finale 11º/12º posto | Finale 11º/12º posto | Finale 11º/12º posto |  |
|  | Slovenia                | Slovenia                | 71                      |          |          |                      |                      |                      |  |
|  |                         |                         |                         |          |          |                      |                      |                      |  |
|  |                         |                         |                         |          |          | Germania             | Germania             | 97                   |  |
|  |                         |                         |                         |          |          | Germania             | Germania             | 97                   |  |
|  |                         |                         |                         |          |          | Slovenia             | Slovenia             | 75                   |  |

## Classifica finale
| Campione d'Europa        | Campione d'Europa | Campione d'Europa |
| ------------------------ | ----------------- | ----------------- |
| Serbia                   |                   |                   |
| Argento                  | Francia           |                   |
| Bronzo                   | Turchia           |                   |
| 4.                       | Lituania          |                   |
| 5.                       | Spagna            |                   |
| 6.                       | Russia            |                   |
| 7.                       | Italia            |                   |
| 8.                       | Croazia           |                   |
| 9.                       | Lettonia          |                   |
| 10.                      | Bulgaria          |                   |
| 11.                      | Germania          |                   |
| 12.                      | Slovenia          |                   |
| 13.                      | Grecia            |                   |
| 14.                      | Ucraina           |                   |
| Retrocesse in Division B |                   |                   |
| 15.                      | Israele           |                   |
| 16.                      | Rep. Ceca         |                   |

## Premi individuali

### MVP del torneo
- Enes Kanter

### Miglior quintetto del torneo
- Jonas Valančiūnas
- Enes Kanter
- Dejan Musli
- Evan Fournier
- Toni Prostran